# Raškovci
Raškovci (szerbül: Рашковци), település Bosznia-Hercegovinában, a Szerb Köztársaság északi régiójában Stanari községben. 

## Fekvése
A település Bosznia-Hercegovina északi részén, Dobojtól légvonalban 22, közúton 30 km-re, községközpontjától légvonalban 2, közúton 3 km-re nyugatra, a Krnjin régió északi részén, a Radnja jobb oldali mellékvize az Ostružnja-patak völgyétől északra, 173-236 méteres magasságban található.

## Népessége
| Nemzetiségi csoport | Népesség 1991 | Népesség 2013 |
| ------------------- | ------------- | ------------- |
| Szerb               | 530           | 461           |
| Bosnyák             | 1             | 1             |
| Horvát              | 117           | 7             |
| Jugoszláv           | 10            | 0             |
| Egyéb               | 0             | 9             |
| Összesen            | 666           | 478           |

## Története
A település 1878-ig tartozott az Oszmán Birodalomhoz, ekkor a berlini kongresszus határozata alapján az Osztrák-Magyar Monarchia része lett. 1879-ben az első osztrák-magyar népszámlálás során a Tešanji járáshoz és Stanari községhez tartozó településnek 12 háztartása, 109 ortodox és 10 római katolikus lakosa volt. 1910-ben a Tesanji járáshoz tartozó településen 30 háztartást, 197 ortodox és 35 római katolikus lakost találtak. A monarchia szétesésével 1918-ban előbb a Szerb-Horvát-Szlovén Királyság, majd 1929-től a Jugoszláv Királyság része lett. Az 1929-es törvény értelmében, amikor Bosznia-Hercegovinát négy banovinára, Drinskára, Vrbaskára, Zetskára és Primorskára osztották, a település a Vrbaska banovina része lett, amelynek székhelye Banja Luka volt. A második világháborúban Jugoszlávia megszállása után a Független Horvát Állam (NDH) része lett. A második világháború után 1992-ig a település a szocialista Jugoszlávia keretében a Bosznia-Hercegovinai Népköztársaság része volt. A boszniai háborút lezáró daytoni békeszerződés rendelkezése alapján az ország területét felosztották a Bosznia-hercegovinai Föderáció és a boszniai Szerb Köztársaság között. A háború utáni területmegosztáskor a Szerb Köztársaság területéhez csatolták.
A Stanari-medence szenére vonatkozó első geológiai adatok a 20. század elejéről származnak (F. Katzer). A szén kitermelése 1948-ban kezdődött a raškovaci külszíni fejtésben. A földalatti kitermelés 1955-ben kezdődött, és 1975-ig tartott a medence északi részén (1., 2., 3. és 4. fejtés). A déli részen 1974 és 1980 között folytak ásatások (Ostružnja fejtés). 1974-től kezdődően a szénbányászat főként külszíni fejtésekben koncentrálódott, amikor a Raškovac külszíni fejtést megnyitották a medence északnyugati részén. A tervezett 600 000 tonnás éves termelési kapacitást csak 1989-ben és 1990-ben érték el. Az 1980-as évek közepe óta a bánya komoly pénzügyi problémákkal és munkáslázadásokkal küzd. A problémák az 1990-es évek eseményeivel és a nagy gazdasági visszaeséssel súlyosbodtak. A források és az új berendezések felújításába és beszerzésébe történő beruházások hiánya miatt a termelés szintje évről évre csökkent. 2004-ben a termelés szinte teljesen leállt. 2004 májusa óta a bánya tulajdonosa az ETF Csoport, és a bánya (2015) 539 munkást foglalkoztat. 2013-ban a bánya 881 632 tonna lignitet termelt a bosznia-hercegovinai és külföldi fogyasztók számára. A rekordév 2012 volt, amikor 1 087 927 tonnát termeltek. A bánya mellett egy hőerőművet építenek, amely bérlői lignitet fog felhasználni (2015-ös adatok). A Stanari hőerőmű építése Bosznia-Hercegovina egyik legnagyobb energiaipari beruházása. Évente körülbelül 2 millió MWh villamos energiát kellene termelnie.

## Gazdaság
A helyi gazdaság alapja a szénbánya. A stanari lignit bizonyítottan alacsony hamu- és kéntartalommal rendelkezik, valamint a lignitszén esetében elfogadható fűtőértékkel. A Raškovac és Ostružnja bányákban a fedőréteg főként agyagból és homokból áll. A Raškovac bányában a fedőréteg vastagsága 25 és 40 méter között változik. A lignit vastagsága egyenletes, 10 és 15 méter között mozog, két puha agyag köztes réteggel.